# Barry Atkinson
Barry "Bazza" Atkinson (Newcastle, 14 december 1937 - Adelaide, 13 december 2021) was een Australische dartsspeler. Zijn bijnaam was Bazza.

## Carrière
Atkinson bereikte de laatste 16 van het World Professional Darts Championship 1978 en verloor van Leighton Rees uit Wales met 0–6.

## Resultaten op wereldkampioenshappen

### BDO
- 1978: Laatste 16: (verloren van Leighton Rees 0-6)
- 1979: Laatste 24: (verloren van Ceri Morgan 1-2)

### WDF
- 1977: Laatste 16: (verloren van Ian Hastie)
- 1979: Laatste 32: (verloren van Tony Brown)